# Hilarion Petzold
Hilarion Gottfried Petzold (* 25. März 1944 in Kirchen/Sieg) ist ein deutscher Psychologe. Er begründete das Psychotherapieverfahren der Integrativen Therapie und ist Mitbegründer des Fritz-Perls-Instituts. Von 1979 bis 2004 war Petzold Professor für Psychologie, Klinische Bewegungstherapie und Psychomotorik an der Freien Universität Amsterdam. Er gilt als ein Pionier der Naturtherapien im psychotherapeutischen Kontext.

## Leben und akademischer Werdegang
Petzold verbrachte seine Jugend im Rheinland und in Frankreich. Er besuchte ein humanistisches Gymnasium. Sein Vater war Agronom und Maler, seine Mutter Theaterwissenschaftlerin und Autorin. Die Eltern wurden als Pazifisten während des Nationalsozialismus verfolgt. Von 1963 bis 1971 studierte Petzold Philosophie, russisch-orthodoxe Theologie, Psychologie, Pädagogik und Medizin in Paris. Er nahm am Pariser Mai teil. 1968 wurde er zum Dr. theol. und 1971 zum Dr. phil. promoviert. Ab 1971 studierte er in Düsseldorf Medizin, Soziologie und Erziehungswissenschaften und wurde 1979 in Frankfurt am Main mit einer Dissertation unter dem Titel Psychodramatherapie mit alten Menschen promoviert. Er war ein Schüler von Lily Ehrenfried, der Begründerin der Holistischen Gymnastik.

## Leistungen
Mitte der 1960er Jahre entwickelte Petzold aus den Ansätzen der Gestalttherapie, der Psychoanalyse, dem therapeutischen Theater und dem Psychodrama das Psychotherapieverfahren der Integrativen Therapie mit deren Submethoden wie integrative Leib- und Bewegungstherapie, integrativen Suchttherapie und integrative Supervision.
Petzolds besonderes Anliegen ist es, verschiedene methodische Ansätze wie Psychodrama, aktive Psychoanalyse, Gestalttherapie, Leibtherapie, Verhaltenstherapie, Kreativtherapien und unterschiedliche Theorieansätze aus Biologie, Neurowissenschaften (Lurija, Bernstein), Philosophie, Psychologie und Soziologie in einem nach allen Seiten hin offenen Gespräch (Polylog) zu verbinden. Auf der Grundlage von Phänomenologie, Hermeneutik und Diskursanalyse verfolgt er ausgehend von den Philosophen Michel Foucault, Maurice Merleau-Ponty und Paul Ricœur die Entwicklung einer Metatheorie, der transversalen Hermeneutik bzw. Metahermeneutik. Petzold realisiert solcherart eine eigenständige Praxeologie, in der Leiborientierung, kreative Medien, netzwerkgerichtete Soziotherapie, Green Meditation, Naturtherapie und eine Orientierung an der Entwicklungspsychologie der Lebensspanne grundlegend sind. Zentrale Begriffe seiner Theorie sind u. a. Informierter Leib, biopsychosozialökologisches Modell, Ko-respondenz, Polylog, Metahermeneutik, emanzipierte Identität, Die fünf Säulen der Identität, Entwicklungstherapie in der Lebensspanne, Transversalität, Tree of Science.
Er leistete im Sinne des life span developmental approach Beiträge zur Gerontopsychotherapie und Kinder- und Jugendlichenpsychotherapie. Seit 1971 beschäftigt er sich mit der Drogen- und Suchttherapie und veröffentlichte Standardwerke zu dieser Thematik. Er engagierte sich bei der Gründung, Beratung und Supervision zahlreicher Therapieketten und therapeutischer Wohngemeinschaften für Suchtkranke und leistete Theorie-, Methodik- und Forschungsbeiträge im Bereich der Supervision. Zur Linderung von Sucht, Stress und Depression setzt er auch auf Naturtherapien und das Konzept des Waldbadens. Im Kontext der Integrativen Therapie entwickelt er „ökopsychosomatische“ Kuren, die darauf gerichtet sind, positive ökologische Einflüsse auf Körper, Seele, Geist und Sozialverhalten gesundheitspädagogisch zu nutzen. Natur-, Garten- und Landschaftserfahrung habe laut Petzold auch eine umweltpolitische Komponente, denn sie fördere die „ökologische Achtsamkeit, das ist eine Aufgabe, vor der viele PatientInnen, aber letztlich alle Menschen stehen“.
Petzold erhielt 1993 für seine Verdienste um Psychotherapie und Suchttherapie das Bundesverdienstkreuz am Bande und wurde 2017 für sein Engagement als Therapeut, Hochschullehrer und Mensch mit dem Verdienstorden des Landes Nordrhein-Westfalen ausgezeichnet.

### Institute
Petzold gründete gemeinsam mit Johanna Sieper und Hildegund Heinl 1972 das Fritz Perls Institut für Integrative Therapie, Gestalttherapie und Kreativitätsförderung und 1982 die Europäische Akademie für biopsychosoziale Gesundheit in Hückeswagen sowie 1993 die „Stiftung Europäische Akademie für psychosoziale Gesundheit und Integrative Therapie“ (SEAG) in Rorschach, Schweiz. Außerdem war er von 1979 bis 2004 Professor für Psychologie, klinische Bewegungstherapie und Psychomotorik an der Freien Universität Amsterdam und ist seit 2001 Gastprofessor für Supervision und Psychotraumatologie an der Donau-Universität Krems.

## Schriften
- als Herausgeber: Die neuen Kreativitätstherapien. Handbuch der Kunsttherapie. Band I und II. Junfermann, Paderborn 1990, ISBN 3-87387-027-4.
- Angewandtes Psychodrama. 4. Auflage. Junfermann, Paderborn 1993, ISBN 978-3-87387-153-3.
- Schulen der Kinderpsychotherapie. 3. Auflage. Junfermann, Paderborn 1995, ISBN 978-3-87387-268-4.
- Integrative Bewegungs- und Leibtherapie. 3. Auflage. Junfermann, Paderborn 1996, ISBN 3-87387-289-7.
- Mythen der Psychotherapie. Junfermann, Paderborn 1999, ISBN 978-3-87387-323-0.
- als Herausgeber: Das Trauma überwinden. Junfermann, Paderborn 2002, ISBN 978-3-87387-509-8.
- Integrative Therapie. Modelle, Theorien und Methoden einer schulenübergreifenden Psychotherapie, 3 Bände, 2. Auflage, Junfermann, Paderborn 2004, ISBN 3-87387-066-5.
- Frühe Schädigungen – späte Folgen? 2. Auflage. Junfermann, Paderborn 2004, ISBN 978-3-87387-092-5.
- mit P. Schay, W. Ebert: Integrative Suchttherapie. Band I. Verlag für Sozialwissenschaften, Wiesbaden 2004.
- Supervision in der Altenarbeit. Junfermann, Paderborn 2005, ISBN 978-3-87387-626-2.
- mit I. Orth: Sinn, Sinnerfahrung, Lebenssinn in Psychologie und Psychotherapie. 2 Bände. Edition Sirius (Aisthesis), Bielefeld 2005.
- mit P. Schay, W. Scheiblich: Integrative Suchttherapie. Band II. Verlag für Sozialwissenschaften, Wiesbaden 2006.
- mit Johanna Sieper: Der Wille, die Neurobiologie und die Psychotherapie. 2 Bände, Edition Sirius (Aisthesis), Bielefeld 2008.
- mit Martin Sökefeld u. a: Identität. Ein Kernthema moderner Psychotherapie; interdisziplinäre Perspektiven. VS-Verlag, Wiesbaden 2012, ISBN 978-3-531-17693-2 (= Integrative Modelle in Psychotherapie, Supervision und Beratung).
- als Herausgeber: Die neuen Naturtherapien: Handbuch der Garten-, Landschafts-, Wald- und Tiergestützten Therapie, Green Care und Green Meditation. Band I. Aisthesis 2019. ISBN 978-3849813185

Petzold ist Begründer und Herausgeber der Zeitschrift Integrative Therapie – Zeitschrift für vergleichende Psychotherapie und Methodenintegration seit 1975.

## Auszeichnungen
- 2024: Großes Ehrenzeichen des Landes Steiermark[9]